# Lac Roumassot
Le lac Roumassot est un lac de la chaîne de montagnes des Pyrénées françaises situé dans le département des Pyrénées-Atlantiques de la région Nouvelle-Aquitaine.
Le lac a une superficie de 5,1 ha pour une altitude de 1 845 m , il fait partie des lacs d'Ayous avec le lac Gentau et le lac du Miey.

## Géographie
Le lac se trouve sur le territoire de la commune de Laruns,.
| Col d'Ayous            | Pic d'Ayous   | Lac de Bious-Artigues Vallée du gave de Bious |
| Lac du Miey Lac Gentau | lac Roumassot | Vallée du gave de Bious Pic du Midi d'Ossau   |
| Lac Bersau             | Pic Castérau  | Vallée du gave de Bious Pic Peyreget          |

### Hydrographie
Le lac a pour émissaire le Gave de Bious.

### Géologie
Le lac Roumassot est un lac glaciaire de montagne, dont la formation se passe en trois étapes majeures :
1. à l'Éocène vers −40 Ma se forme la chaîne des Pyrénées à la suite de la remontée vers le nord de la plaque africaine qui entraîne avec elle la plaque ibérique. Cette dernière glisse alors sous la plaque eurasiatique située plus au nord, ce qui entraîne le plissement, le relèvement et le charriage des couches géologiques de la croûte terrestre[4],[5] ;
2. à partir du Pliocène puis surtout du Pléistocène, de −5 Ma à −10 000 ans, un refroidissement général du climat entraîne la formation de glaciers et d'une érosion glaciaire (vallées, cirques, moraines, ombilics, etc) dans toute la chaîne des Pyrénées[6] ;
3. depuis l'Holocène, à partir de −10 000 ans, un redoux climatique entraîne la disparition des glaciers et la formation dans leur sillage de nombreux lacs glaciaires qui sont de deux sortes[7],[8] :
  - le lac de verrou qui se forme dans un ombilic glaciaire formant un creux naturel et terminé par un verrou glaciaire rocheux ;
  - le lac de moraine qui se forme derrière une moraine agissant comme un barrage naturel.